# Кетрін Макфі
Ке́трін Го́уп Макфі (англ. Katharine Hope McPhee; нар. 25 березня 1984, Лос-Анджелес, Каліфорнія, США)  — американська співачка, композиторка, модель і акторка. Зазнала популярності як фіналістка п'ятого сезону американського телешоу «American Idol» (2006).
Перший альбом «Katharine McPhee» вийшов 30 січня 2007 і дебютував 2 місцем на «Billboard 200», продавшись тиражем 381 000 копій (станом на грудень 2010 року). Альбом «Katharine McPhee» має два сингли: «Over It» і «Love Story». Перший сингл став хітом Billboard Top 30 і отримав золотий сертифікат у 2008 році. 5 січня 2010 вийшов другий альбом Кетрін — «Unbroken». Він дебютував 27 місцем на «Billboard 200». До альбому увійшов сингл «Had It All», який посів 22 місце в чарті AC. Станом на січень 2011 року було продано 45 000 копій.
Її третій альбом, святковий «Christmas Is the Time to Say I Love You», вийшов 12 жовтня 2010 року. Альбом дебютував на 11 місці в чарті «Billboard Top Holiday Albums», а сингл «Have Yourself a Merry Little Christmas» посів 16 місце в чарті «Billboard» AC. Станом на січень 2011 року цей альбом був проданий тиражем 23 000 копій. Макфі випустила свій четвертий альбом «Hysteria» 18 вересня 2015 року. П'ятий альбом «I Fall in Love Too Easily», що складається з джазових стандартів, вийшов 17 листопада 2017 року.
Макфі розпочала акторську кар'єру, знявшись у фільмах «Домашній кролик» та «Щелепи 3D» Вона зіграла Карен Картрайт, одну з головних ролей у серіалі Успіх. З 2014 по 2018 рік вона знімалася в серіалі «Скорпіон» на каналі CBS у ролі Пейдж Дайнен.
Дебютувала на Бродвеї в мюзиклі «Офіціантка», виконавши роль Дженни у 2018 році та ще раз у 2019—2020 роках, а також зіграла цю роль у лондонському Вест-Енді у 2019 році.

## Життєпис
Макфі народилася в Лос-Анджелесі, Каліфорнія. Її батько, Деніел Макфі, був телевізійним продюсером. Її мати, Пейша (уроджена Берч) Макфі, працювала тренеркою з вокалу на шоу «Американський ідол» з 2011 року. Сім'я переїхала до району Шерман-Оукс у Лос-Анджелесі, коли Кетрін було 12 років. Пейша Макфі розпізнала музичний талант своєї доньки і вирішила навчати її вокалу. Старша сестра Макфі, Адріана, також є тренеркою з вокалу на шоу American Idol з 2012 року. Макфі має англійське, ірландське, шотландське та німецьке походження.

## Дискографія
- 2007: Katharine McPhee
- 2010: Unbroken
- 2010: Christmas Is the Time to Say I Love You
- 2015: Hysteria
- 2017: I Fall in Love Too Easily

## Фільмографія
| Рік  | Фільм                         | Роль                     | Примітки                 |
| ---- | ----------------------------- | ------------------------ | ------------------------ |
| 2007 | lonelygirl15                  | Random Girl              | Епізод: «Truth or Dare»  |
| 2007 | Не краса по-американськи      | Вона сама                | Епізод: «I'm Coming Out» |
| 2007 | Crazy                         | Дівчина Парамаунт        | Камео                    |
| 2008 | The House Bunny               | Гармоні                  | Другорядна роль          |
| 2009 | CSI: NY                       | Одесса Шев / Дана Мелтон | Епізод: «Prey»           |
| 2010 | You May Not Kiss the Bride    | Маша                     |                          |
| 2010 | Community                     |                          |                          |
| 2011 | Щелепи 3D                     | Бет                      |                          |
| 2017 | Зникла дружина Роберта Дерста | Кеті                     |                          |